# Taufbecken der Aa Kirke
Das Taufbecken der Aa Kirke ist ein kunstvoll gearbeitetes Taufbecken der Aa Kirke in Aakirkeby auf der Insel Bornholm in Dänemark. Es stammt aus dem ersten Viertel des 13. Jahrhunderts und ist eines von mehr als 25 Taufbecken, die der Werkstatt des gotländischen Meisters Sighraf zugeschrieben werden. Das zweiteilige Taufbecken aus Gotland-Sandstein hat eine Höhe von 84,5 cm (ohne Sockel) und einen Durchmesser des Beckens von ca. 80 cm (einschließlich des äußeren Randes).
Das während der Reformationszeit getünchte Taufbecken zeigt einen bemerkenswert gut erhaltenen Zustand, obwohl es aus einem weichen, leicht erodierenden Stein gehauen wurde. Ein ausgeklügelter Bilderzyklus schmückt die Seiten des Beckens, begleitet von einer Runeninschrift, die den Namen des Künstlers, Sighraf, angibt. Es handelt sich hierbei um einen der längsten bekannten Runenverse, die in einem gotländischen Dialekt geschrieben wurden.
Das Becken ist mit einer Arkade aus Dreipassbögen verziert, die Szenen aus der Kindheit und der Passion Christi zeigt, die jeweils von einer Runeninschrift begleitet werden (von links nach rechts): Verkündigung, Heimsuchung, Geburt, Anbetung der Heiligen Drei Könige, Rückkehr der Heiligen Drei Könige zu Pferd, Geißelung und Kreuzigung. Eines der vielen ungewöhnlichen Merkmale dieses Werks ist die Art, wie Maria und Josef in der Geburtsszene die linke und die rechte Hand vereinen, was auf den spirituellen Charakter ihrer Vereinigung hinweist. Eine Weinrebe umgibt die Unterseite der Schale. Auf dem stützenden Sockel sind vier Köpfe (ein Mensch, ein Widder und zwei Fabelwesen) geschnitzt.

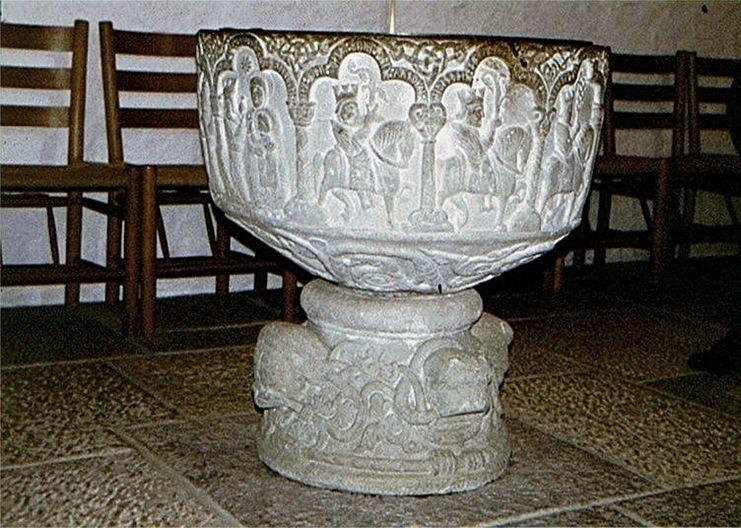
Das Taufbecken: Abreise der Könige
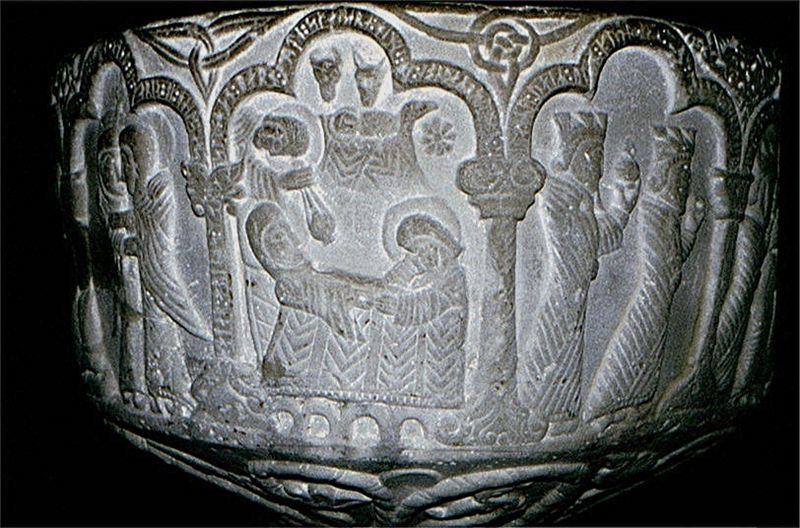
Geburt Christi
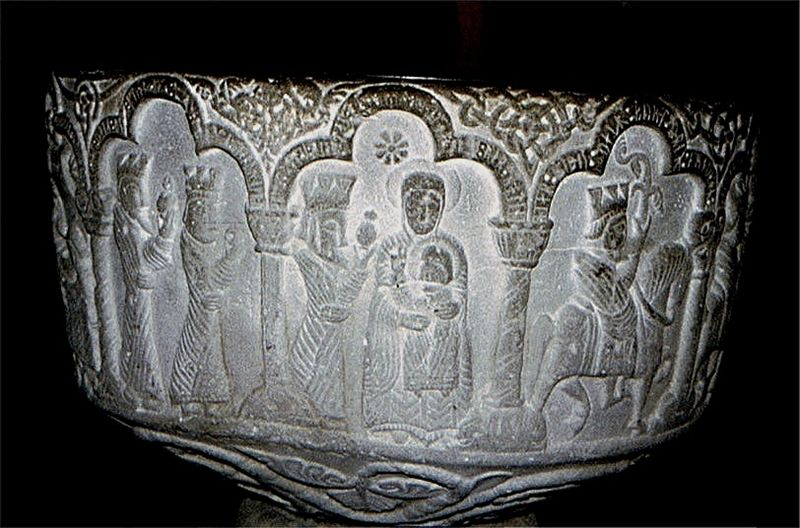
Anbetung der Könige
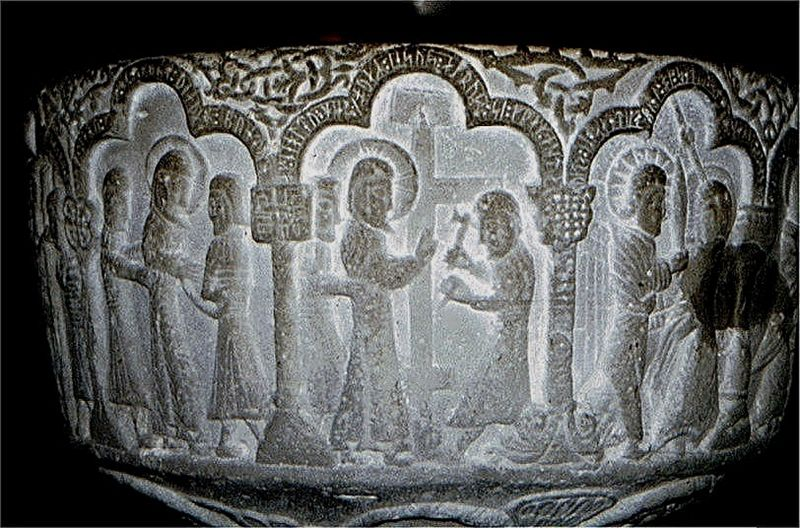
Links: Christus wird abgeführt Mitte: Kreuzigung Christi